# Франсоа Рене де Шатобријан
Франсоа Рене де Шатобријан (фр. François-René de Chateaubriand; Сен Мало, 4. септембар 1768 — Париз, 4. јул 1848) био је француски књижевник.

## Биографија
Рођен је у Сен-Малоу, месту у Бретањи, као десето дете грофа и бродовласника Шатобријана. Школовао се у Долу, Рену и Динану (1777—1779). Отац му је прибавио чин потпоручника, али га војнички позив не привлачи већ књижевност. Долази у Париз, улази у књижевне кругове и објављује прве песме у листу Алманах муза. Након револуције одлази у Америку, где брзо остаје без материјалних средстава, па се враћа у Француску. Ту се и оженио. Прикључује се контрареволуционарној војсци. Након што је рањен у једном окршају одлази у Енглеску (1793), где живи у тешким условима, издржавајући се давањем приватних часова. Објављује свој Есеј о револуцијама (1797). Године 1800. враћа се у Париз. Нагло стиче књижевну репутацију својим делима Атала и Дух хришћанства. Улази у Наполеонову дипломатску службу као секретар амбасаде у Риму (1803), али већ идуће године даје оставку због Наполеонове наредбе да се отме и стреља војвода од Ангена. Шатобријан тада креће на путовање по источним земљама. Као противник Наполеона подржава рестаурацију, улази у политички живот, постаје амбасадор и министар. Године 1829. напушта активно бављење политиком, због супротстављања ултраројалистичкој политици. Након тога посвећује се редиговању својих Мемоара. Умро је у Паризу.